# Wezuwiusz
Wezuwiusz (łac. Vesuvius, wł. Vesuvio) – wulkan na terenie Włoch, na Półwyspie Apenińskim, nad Zatoką Neapolitańską. Jedyny czynny wulkan leżący bezpośrednio na kontynencie europejskim. Skałą wylewną Wezuwiusza jest lawa aa, której stare potoki leżą na zboczach wulkanu.

Wezuwiusz zaliczany jest do stratowulkanów. Początki jego aktywności sięgają okresu sprzed około 16 tys. lat. Najbardziej wzmożonym okresem aktywności wulkanu były lata 1631–1872. Według ostatnich pomiarów, jego wysokość wynosi 1281 m n.p.m., głębokość krateru – 230 m, średnica – 550–650 m. Dzisiejszy stożek znajduje się w kalderze utworzonej podczas wybuchu z 79 roku. Szczyt północnej krawędzi kaldery nosi nazwę Monte Somma.

Erupcja Wezuwiusza w 79 r.

Wiek najstarszych skał Wezuwiusza określany jest na ok. 200 tys. lat.  Najbardziej znany jest wybuch Wezuwiusza z 79 roku, w którym zniszczone zostały rzymskie miasta Pompeje, Herkulanum i Stabie. Przez setki lat sądzono, że wybuch nastąpił 24 sierpnia 79 roku, na podstawie listu napisanego przez naocznego świadka, rzymskiego pisarza i prawnika Pliniusza Młodszego do historyka Tacyta pod koniec 107 lub na początku 108 roku. Odkrycie w Pompejach w październiku 2018 roku napisu węglem na murze jednego z domów, w którym jest mowa o 16 dniu przed kalendami listopadowymi, czyli o 17 października, może stanowić dowód, że do wybuchu Wezuwiusza doszło później, najprawdopodobniej 24 października 79 roku. Napis zachował się dlatego, że został przykryty na wieki przez materiały wulkaniczne. Pompeje istniały i funkcjonowały normalnie 17 października. Od dawna pojawiały się spekulacje, że Wezuwiusz wybuchł później niż w sierpniu, gdyż w ruinach Pompejów odkryto jesienne owoce oraz piecyki do ogrzewania.
Ostatnia pliniańska erupcja Wezuwiusza nastąpiła w grudniu 1631 roku. Według badań z 2017 roku najbardziej prawdopodobne jest powtórzenie scenariusza wybuchu z 1631 roku. Ostatni duży wybuch został odnotowany 13 marca 1944 roku i od tego czasu Wezuwiusz nie daje oznak aktywności.

## Obserwatorium

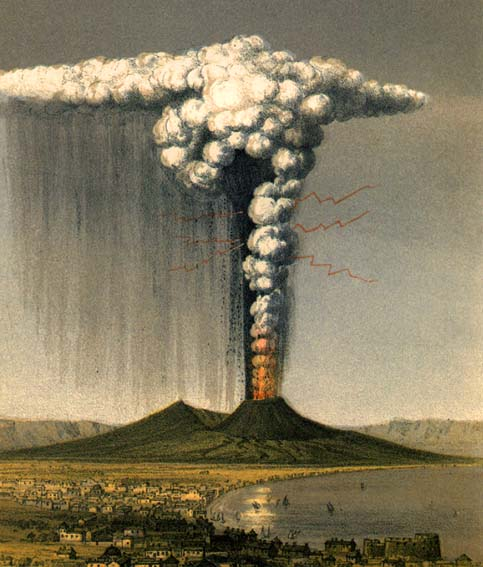
14-kilometrowy słup erupcji Wezuwiusza w 1822 r.

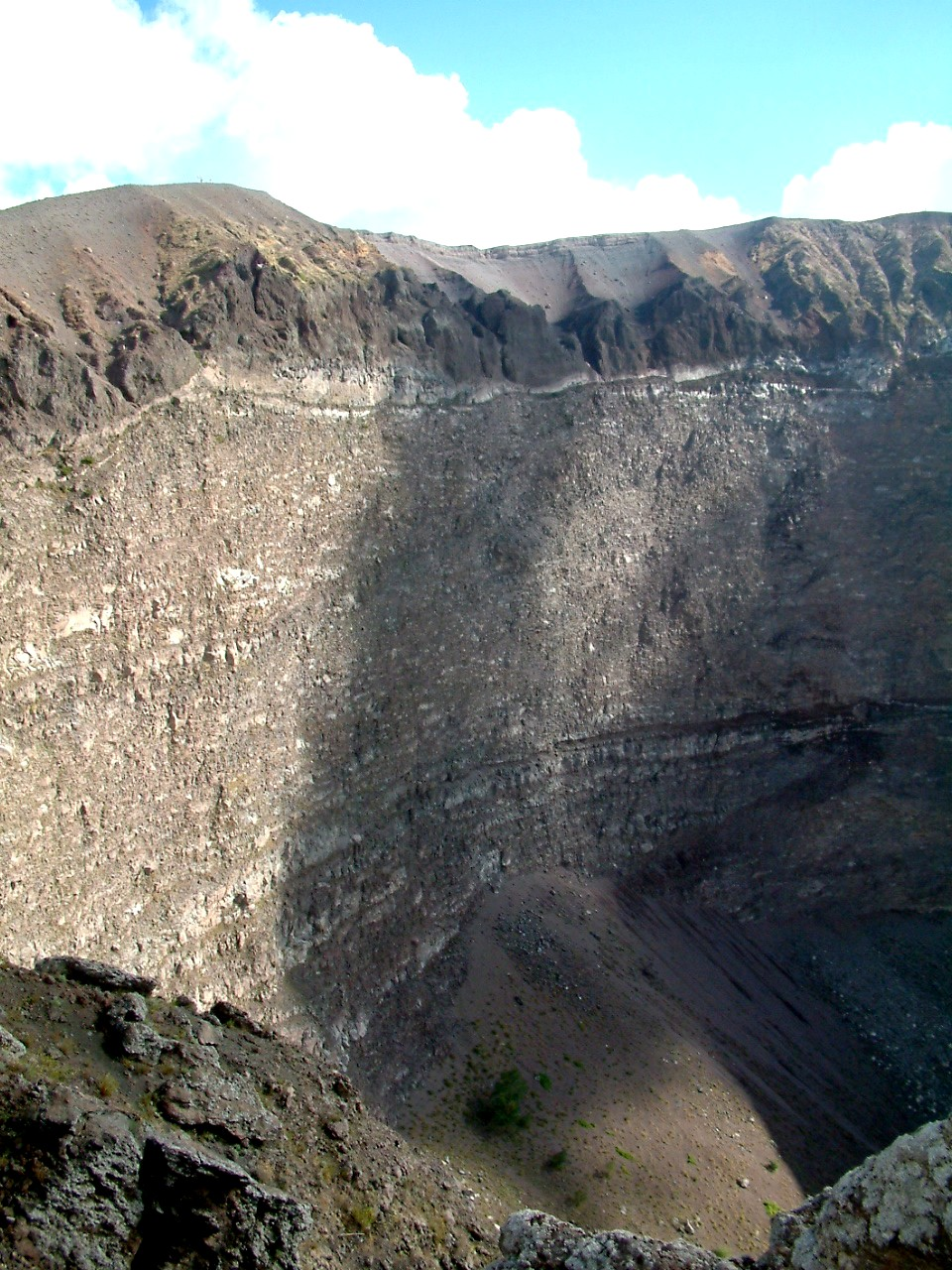
Wnętrze krateru Wezuwiusza

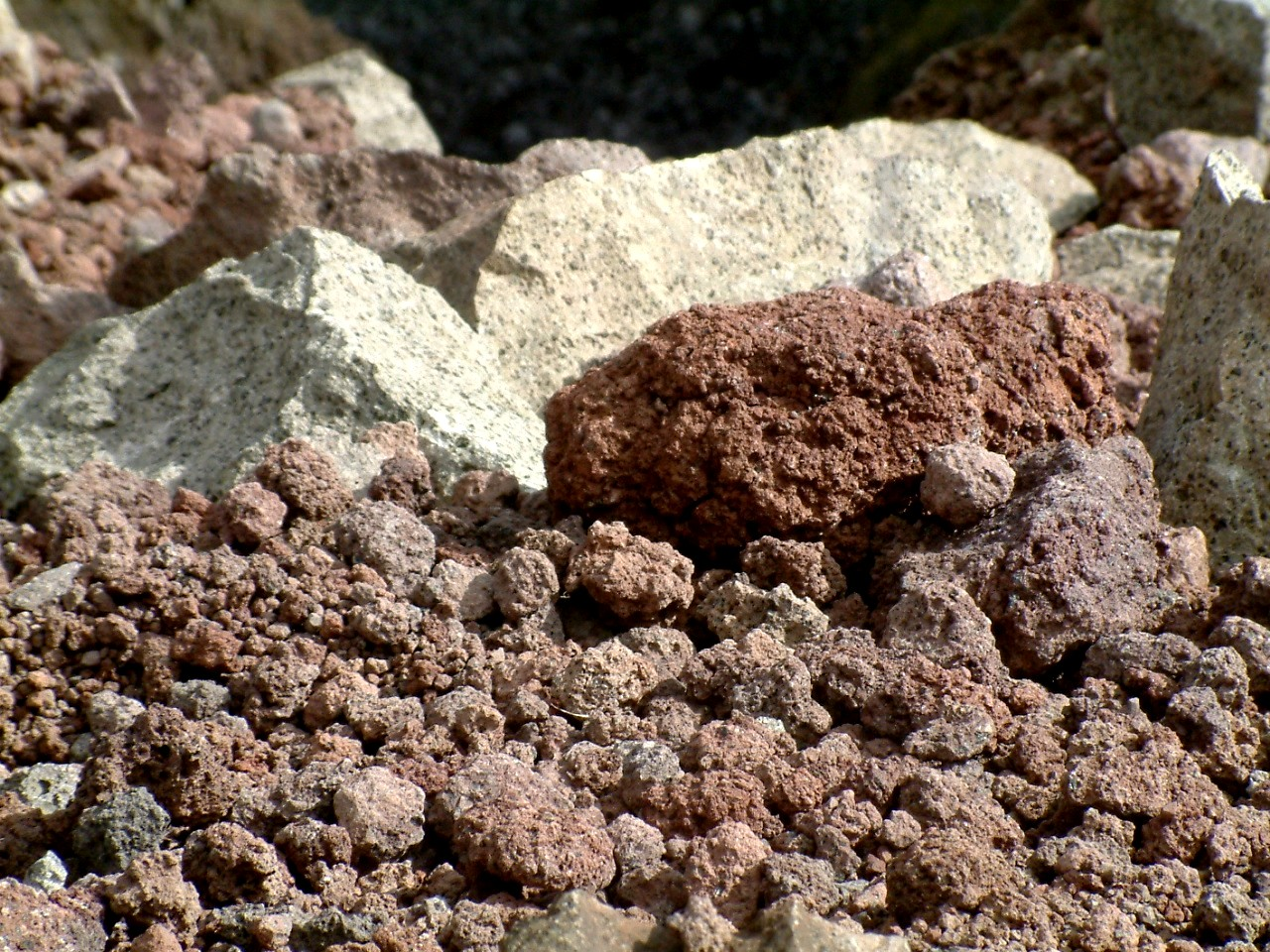
Tufy wulkaniczne na zboczu Wezuwiusza

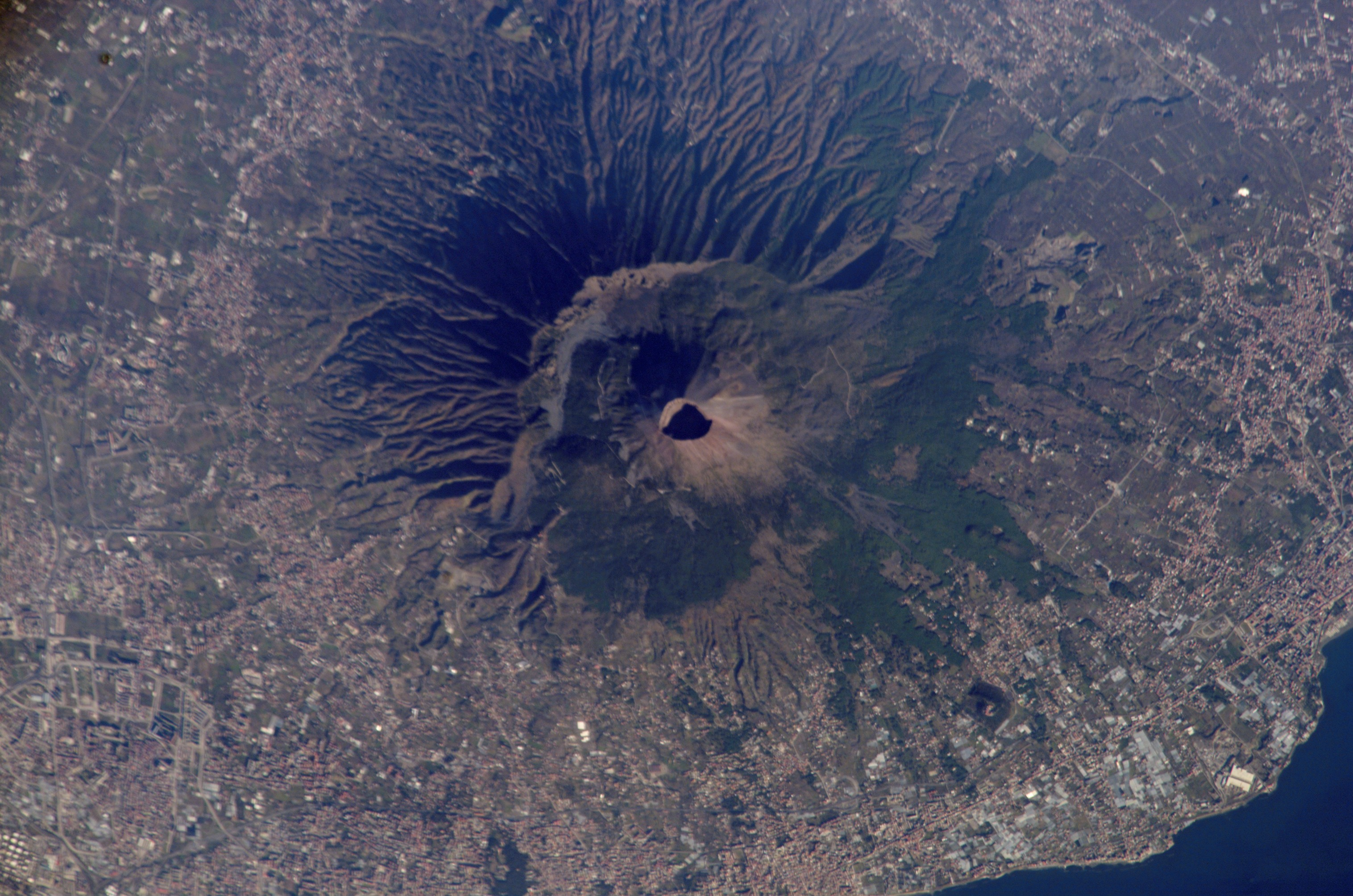
Kompleks wulkaniczny Somma–Wezuwiusz na zdjęciu satelitarnym wykonanym przez NASA. Wyraźnie widoczny jest stożek Wezuwiusza z kraterem, a na północy resztki kaldery Monte Sommy.

Pomiędzy Ercolano i Torre del Greco na Valle del Salvatore znajduje się obserwatorium wulkanologiczne Osservatorio Vesuviano, położone na wysokości 609 m n.p.m. Jest to najstarsze na świecie obserwatorium wulkanologiczne; zostało ufundowane w 1841 roku przez króla Obojga Sycylii Ferdynanda II. Już w 1809 rząd Burbonów rozważał utworzenie obserwatorium, a prośbę o utworzenie takiego obiektu wystosował również sekretarz Akademii Nauki w Neapolu Teodoro Monticelli w 1829. W końcu 1831 prośba została przyjęta przez króla Ferdynanda II, który polecił fizykowi Macedonio Melloniemu (1798–1854) wybór miejsca i kierowanie pracami. Fizyk był stałym bywalcem w Paryżu i Londynie, gdzie współpracując z naukowcami, propagował naukę o polu magnetycznym i ocieplaniu się klimatu, zajmował się też podstawami fotografii.
10 lipca 1839 król nadał Melloniemu tytuł dyrektora Obserwatorium Vesuviano. Początkowo Melloni chciał zbudować Obserwatorium na Riviera di Chiaia, lecz jego propozycja została odrzucona. W końcu 1841 roku zaczęto budowę obserwatorium na zboczach Wezuwiusza łącznie z drogą, która miała połączyć obserwatorium z Resiną. Fizyk jeszcze w tym samym roku otrzymał środki na zakup aparatury pomiarowej.
W 1845 roku podczas VII Kongresu Naukowców Włoskich zainaugurowano pracę obserwatorium, chociaż nie zostało jeszcze całkowicie ukończone. Podczas kongresu Melloni zaprezentował swoją teorię, że wulkany takie jak Wezuwiusz-Somma mają bardzo głęboki zbiornik magmowy (teoria bardzo bliska teorii plutonicznej). 16 marca 1848 obserwatorium zaczęło w pełni funkcjonować, jednak Macedonio Melloni, oskarżany o sympatie liberalne, stracił poparcie króla i 6 listopada 1849 został usunięty z funkcji dyrektora.
1852 roku pozwolenie na wykorzystywanie obserwatorium do swoich nauk otrzymał Luigi Palmieri (1807–1896), profesor nauk logicznych i metafizyki uniwersytetu w Neapolu. 8 grudnia 1855 uczony został nominowany dyrektorem obserwatorium. W 1860 Palmieri został profesorem fizyki i meteorologii na uniwersytecie w Neapolu, w ten sposób zrodziła się bardzo bliska współpraca obserwatorium z uniwersytetem. Palmieri nakazał wybudować wieżę do obserwacji meteorologicznych, do której została przeniesiona część aparatury pomiarowej zakupiona przez Melloniego w Paryżu. Luigi Palmieri ufundował periodyk naukowy „Annali dell'Osservatorio Vesuviano”, który redagował do śmierci, opisując z dużą dokładnością wybuchy Wezuwiusza z lat 1855–1872, a w szczególności wybuchy z 1855 i 1872 roku. Jest również wynalazcą sejsmografu elektromagnetycznego. Prowadził obserwacje Wezuwiusza, a także i innych wulkanów na świecie.
W 1872 roku podczas wybuchu wulkanu grupa studentów zginęła pod lawą. Palmieri, który w tym czasie pojechał do Neapolu po instrumenty pomiarowe, powróciwszy zajął się dokładnymi pomiarami podczas wybuchu wulkanu i nawet wtedy, kiedy obserwatorium zostało niebezpiecznie otoczone lawą, pozostał na swoim stanowisku. Za ten bohaterski czyn został nominowanym senatorem Królestwa Włoskiego w 1876 roku.
W 1903 roku dyrektorem obserwatorium na krótko został Eugenio Semmola, potem geolog Raffaele Vittorio Matteucci. W latach 1911–1914 dyrektorem był Giuseppe Mercalli (1850–1914), twórca klasyfikacji erupcji wulkanicznych (Skala Mercallego).
Kolejnymi dyrektorami byli fizycy i geofizycy, Alessandro Malladra i Giuseppe Imbó, który rozbudował obserwatorium, zakupując nowoczesny sprzęt do pomiarów geofizycznych oraz przepowiedział wybuch Wezuwiusza w 1944 roku.
Obserwatorium przez całą dobę rejestruje wszystkie ruchy sejsmiczne we wnętrzu wulkanu jak i trzęsienia ziemi, współpracując przy tym nad wieloma projektami z wulkanologami z całego świata, a w jego muzeum można oglądać wystawy ukazujące osiągnięcia wulkanologów w ciągu ostatnich 2000 lat.

## Ważniejsze erupcje
| Ważniejsze erupcje                 |                      |
| Data                               | Typ erupcji          |
| 24 sierpnia lub 24 października 79 | eksplozywna (wybuch) |
| 472                                | efuzywno-eksplozywna |
| 512                                | nieznany             |
| 26 lutego 685                      | efuzywna (wylew)     |
| 787                                | efuzywno-eksplozywna |
| 968                                | nieznany             |
| 27 stycznia 1037                   | nieznany             |
| 29 maja 1139                       | eksplozywna          |
| 1500                               | eksplozywna          |
| 16 grudnia 1631                    | efuzywno-eksplozywna |
| 3 lipca 1660                       | eksplozywna          |
| 13 kwietnia 1694                   | efuzywna             |
| 25 maja 1698                       | efuzywno-eksplozywna |
| 28 lipca 1707                      | efuzywno-eksplozywna |
| 20 maja 1737                       | efuzywno-eksplozywna |
| 23 grudnia 1760                    | efuzywno-eksplozywna |
| 19 października 1767               | efuzywno-eksplozywna |
| 8 sierpnia 1779                    | eksplozywna          |
| 15 czerwca 1794                    | efuzywno-eksplozywna |
| 22 października 1822               | efuzywno-eksplozywna |
| 23 sierpnia 1834                   | efuzywno-eksplozywna |
| 6 lutego 1850                      | efuzywno-eksplozywna |
| 1 maja 1855                        | efuzywna             |
| 8 grudnia 1861                     | efuzywno-eksplozywna |
| 15 listopada 1868                  | efuzywna             |
| 13 marca 1944                      | efuzywna             |

## Świat przyrody

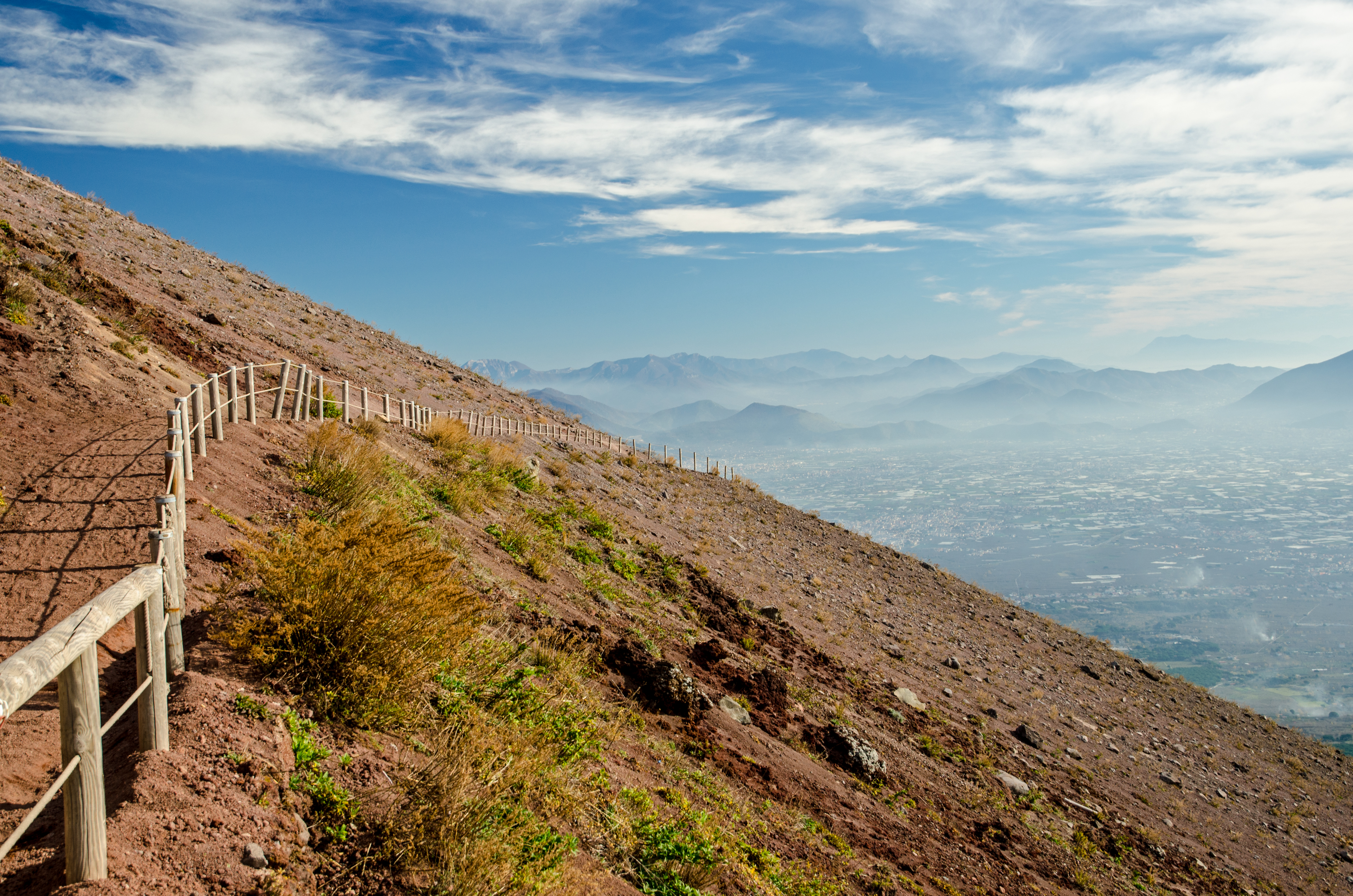
Rezerwat biosfery Miglio d’oro

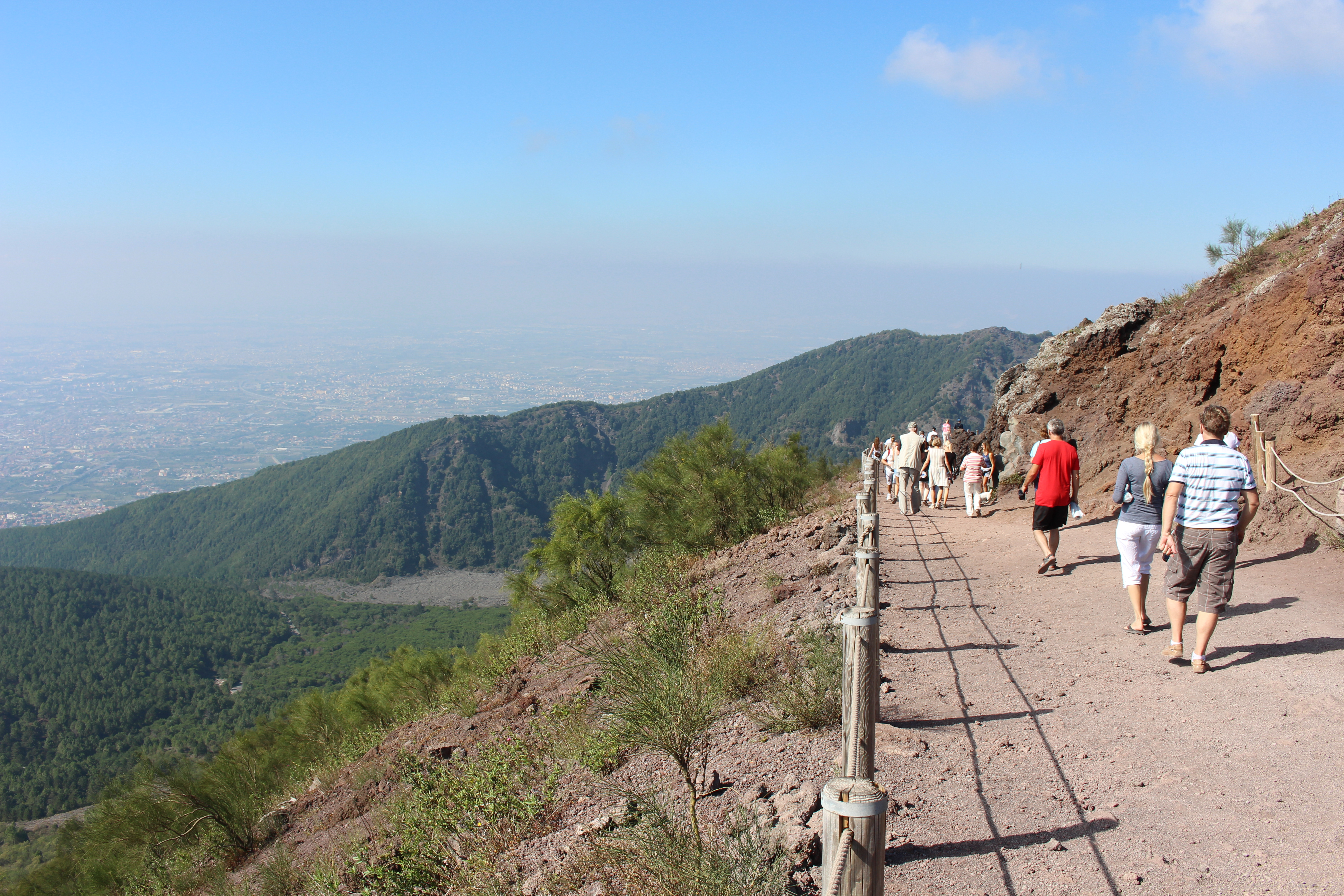
Zejście z Wezuwiusza. W tle Monte Somma

Stoki masywu Wezuwiusza są od 5 czerwca 1995 objęte kompleksową ochroną jako park narodowy. Ma on na celu nie tylko ochronę żyjących tam gatunków roślin i zwierząt oraz unikatowych w skali europejskiej form geologicznych, ale również stanowisk archeologicznych i tradycyjnych sposobów wykorzystania gospodarczego stoków wulkanu.

### Rośliny
Na terenie parku narodowego rośnie około 906 gatunków roślin. Dolne partie stoków Wezuwiusza porastają nasadzone mieszane lasy złożone z pinii i zimozielonych dębów ostrolistnych, zaś Monte Somma porasta mieszany las złożony z różnych gatunków dębów, olch, klonów i kasztanów jadalnych oraz rzadkich tu brzóz.
Leżące pola lawy są kolonizowane przez różnorodne, rzadkie gatunki takie jak:
- chruścik obnażony (Stereocaulon vesuvianum)
- kocanki (Helichrysum litoreum)
- janowiec barwierski (Genista tinctoria)
- Genista aetnensis
- storczykowate (23 gatunki)

### Zwierzęta
Fauna parku jest równie bogata.
Ssaki reprezentują takie zwierzęta jak:
- mysz domowa (Mus musculus)
- lis pospolity (Vulpes vulpes)
- królik (Oryctolagus cuniculus)
- kuna domowa (Martes foina)
- zając szarak (Lepus europaeus)

W parku można spotkać ponad 100 gatunków ptaków, w tym gniazdują w nim między innymi:
- myszołów (Buteo buteo)
- pustułka (Falco tinnunculus)
- dudek (Upupa epopos)
- turkawka wschodnia (Streptopelia orientalis)
- gołąb grzywacz (Columba palumbus)
- dzięcioł duży (Dendrocopos major)
- nagórnik (Monticola saxatilis)
- kruk (Corvus corax)
- sikora sosnówka (Parus ater)
- krogulec (Accipiter nisus)
- czyżyk (Carduelis spinus)

Zimują między innymi:
- słonka (Scolopax rusticola)
- kopciuszek (Phoenicurus ochruros)
- krętogłów (Jynx torquilla)
- drozd śpiewak (Turdus philomelos)

Przelotnie pojawiają się:
- pokrzewka ogrodowa (Sylvia borin)
- pokrzewka wąsata (Sylvia cantillans)
- muchołówka żałobna (Ficedula hypoleuca)
- pleszka zwyczajna (Phoenicurus phoenicurus)
- białorzytka rdzawa (Oenanthe hispanica)
- świstunka leśna (Phylloscopus sibilatrix)
- wilga (Oriolus oriolus)
- lelek kozodój (Caprimalgus europaeus)
- trzmielojad (Pernis apivorus)

Wśród gadów można wymienić:
- jaszczurka zielona (Lacerta viridis)
- gekon turecki (Hemidactylus turcicus)

### Uprawy
Stoki wulkanu od czasów starożytnych wykorzystywane były gospodarczo. Żyzne gleby wulkaniczne sprawiły, że prowadzono bardzo zróżnicowane uprawy. W sadach owocowych rosną morele, pomidory i wiśnie. Na stokach, głównie Monte Sommy, są winnice. Z warzyw uprawia się głównie koper, fasolę oraz brokuły.